# Pier Ugo Melandri
Pier Ugo Melandri (Genova, 20 marzo 1927 – Genova, 12 novembre 2007) è stato un calciatore e dirigente sportivo italiano.

## Biografia
Fu calciatore, militò in Serie A con il Genoa.
Terminata la carriera agonistica si dedicò all'avvocatura; nel 1976 divenne, per una stagione, presidente dell'Alessandria.
Morì nel 2007, a 80 anni.

## Carriera

### Club
Iniziò la carriera agonistica nel sodalizio ligure della Carcarese.
Alcune fonti gli attribuiscono una militanza nel Piacenza durante stagione 1945-1946, ove il sodalizio biancorosso ottiene il quarto posto del Girone A del campionato Serie B-C Alta Italia, che non è supportata da altre documentazioni piacentine e savonesi.
Nel 1946 si trasferisce alla Cairese, ove milita due stagioni in Serie C, fino al 1948.
Viene poi ingaggiato dal Savona: con i savonesi milita due stagioni, ottenendo come miglior risultato il secondo posto del Girone A della Serie C 1948-1949.
Si trasferì al Genoa nel 1950. Con i rossoblu giocò in Serie A (34 presenze e due reti) e in Serie B; segnò tra gli altri il millesimo gol della storia dei genoani.
Il suo esordio in massima serie e nel Genoa avvenne il 19 novembre 1950, nella sconfitta esterna per 2-1 contro il Torino.

### Nazionale
Nel 1952 fu convocato da Giuseppe Meazza nella Nazionale che disputò e chiuse al nono posto il torneo di calcio alle Olimpiadi di Helsinki, tuttavia il Genoa non gli permise di disputare i Giochi olimpici e per questo motivo venne sostituito da Pasquale Vivolo. Non esordì mai in azzurro.

## Palmarès
- Campionato italiano di Serie B: 1

Genoa: 1952-1953